# Symferopol
Symferopol (ukr. Сімферо́поль, ros. Симферо́поль, krymskotat. Симферополь lub Aqmescit/Акъмесджит, orm. Սիմֆերոպոլ) – miasto na Półwyspie Krymskim nad rzeką Sałhyr.
Miasto zamieszkuje 336 212 osób (2021). Według ostatniego ukraińskiego spisu ludności z 1 stycznia 2014 roku było to 338 319 osób. Założone zostało w 1784 roku przez carycę Katarzynę II, rok po przyłączeniu Krymu do Imperium Rosyjskiego, w pobliżu starożytnej stolicy państwa scytyjskiego na Krymie – Neapolu Scytyjskiego. W XIV wieku istniała tu tatarska osada pod nazwą Aqmescit. Symferopol przez długi czas stanowił siedzibę guberni taurydzkiej.
W mieście znajduje się dworzec kolejowy i lotnisko, kursuje trolejbus łączący Symferopol z Jałtą (to najdłuższa na świecie czynna linia trolejbusu – 86 km) oraz pociąg do Sewastopola. W Symferopolu i jego okolicach znajdują się kamieniołomy pozyskujące ozdobne wapienie o dobrym polerze nazywane potocznie marmurami (choć nie jest to marmur w sensie definicji geologicznej). W mieście znajduje się Krymski Uniwersytet Federalny im. W. Wiernadskiego.
W obrębie miejscowości ma również swą siedzibę znany rezerwat archeologiczny „Neapol Scytyjski” z ruinami stolicy starożytnego państwa scytyjskiego na Krymie.

## Gospodarka
W mieście rozwinął się przemysł maszynowy, elektrotechniczny, elektroniczny, chemiczny, spożywczy, skórzany, włókienniczy oraz odzieżowy.

## Polonia
W Symferopolu działają polskie organizacje „Stowarzyszenie Polaków na Krymie”, „Polski Ośrodek Kulturalno-Oświatowy im. A. Mickiewicza na Krymie” i „Krymski Oddział Stowarzyszenia Uczonych Polskich”.

## Demografia
Skład narodowościowy miasta w latach 1897 i 2001 na podstawie danych ze spisów powszechnych Imperium Rosyjskiego i Ukrainy:
- 1897[6]

1. Rosjanie: 22 426 (45,69%)
2. Tatarzy: 9669 (19,70%)
3. Żydzi: 7808 (15,91%)
4. Ukraińcy: 3399 (6,93%)
5. Ormianie: 1937 (3,95%)
6. Polacy: 1471 (3,00%)
7. Grecy: 847 (1,73%)
8. Niemcy: 706 (1,44%)
9. Estończycy: 173 (0,35%)
10. Turcy: 138 (0,28%)

- 2001

1. Rosjanie: 66,7%
2. Ukraińcy: 21,3%
3. Tatarzy krymscy: 7%
4. Białorusini: 1,1%
5. Żydzi: 0,7%
6. Ormianie: 0,6%
7. Tatarzy (z wyłączeniem Tatarów krymskich): 0,4%
8. Azerowie: 0,3%
9. Polacy: 0,2%
10. Grecy: 0,2%

## Urodzeni w Symferopolu
- Andriej Abrikosow – radziecki aktor
- Anatolij Gołownia – radziecki operator filmowy i teoretyk filmu, jeden z najbardziej twórczych operatorów kina niemego, ur. w Symferopolu 2 lutego 1900
- Józef Grażewicz – generał brygady Ludowego Wojska Polskiego
- Aleksander Jackiewicz – polski teoretyk i krytyk filmowy, eseista, powieściopisarz, profesor w Instytucie Sztuki PAN, wieloletni wykładowca w PWSF w Łodzi
- Adolf Joffe – radziecki polityk i dyplomata pochodzenia żydowskiego, trockista
- Ołeh Sencow – ukraiński reżyser filmowy, prozaik, pisarz, aktywista społeczny, w latach 2014-19 więzień polityczny
- Ludwik Szwykowski – polski bankowiec i żeglarz
- Szymon Szyszman – polski historyk i działacz karaimski
- Rostisław Wygranienko – polski organista pochodzenia ukraińskiego, urodzony w Symferopolu w roku 1978
- Ołeksandr Usyk – ukraiński bokser zawodowy, mistrz olimpijski w wadze ciężkiej z 2012 roku.

## Miasta partnerskie
- Kecskemét, Węgry
- Ruse, Bułgaria
- Salem, USA
- Bursa, Turcja
- Heidelberg, Niemcy

## Galeria

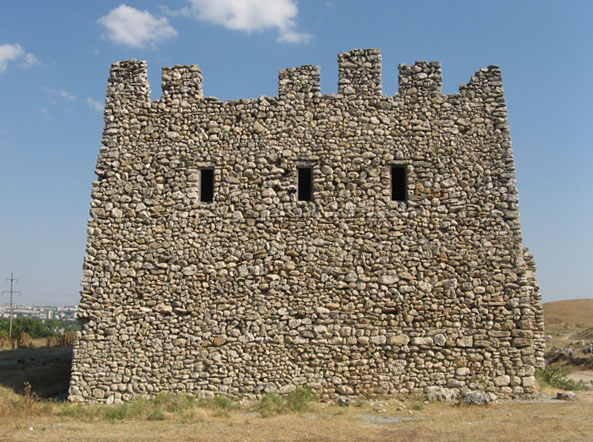
Neapol Scytyjski – mauzoleum
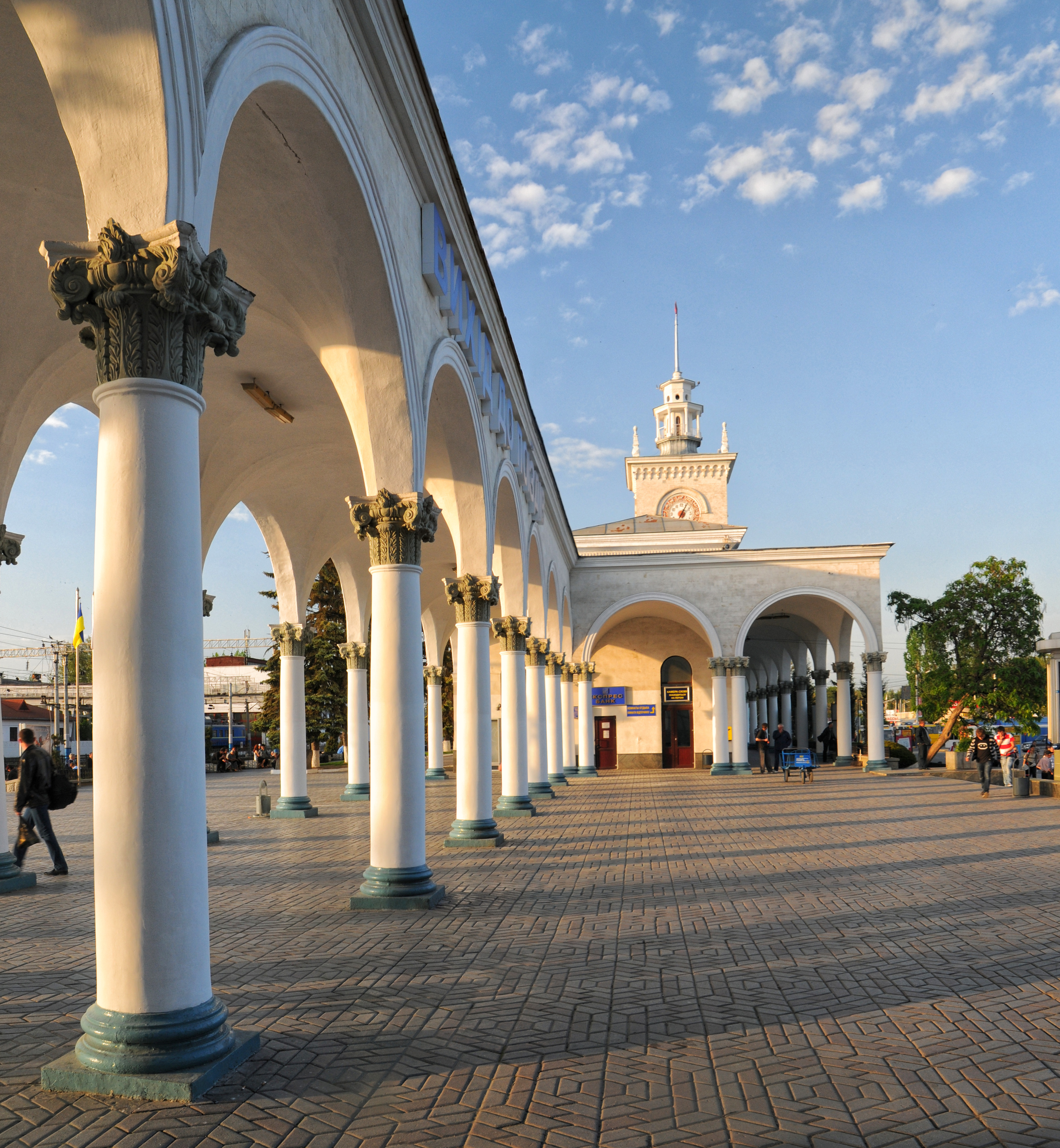
Dworzec kolejowy
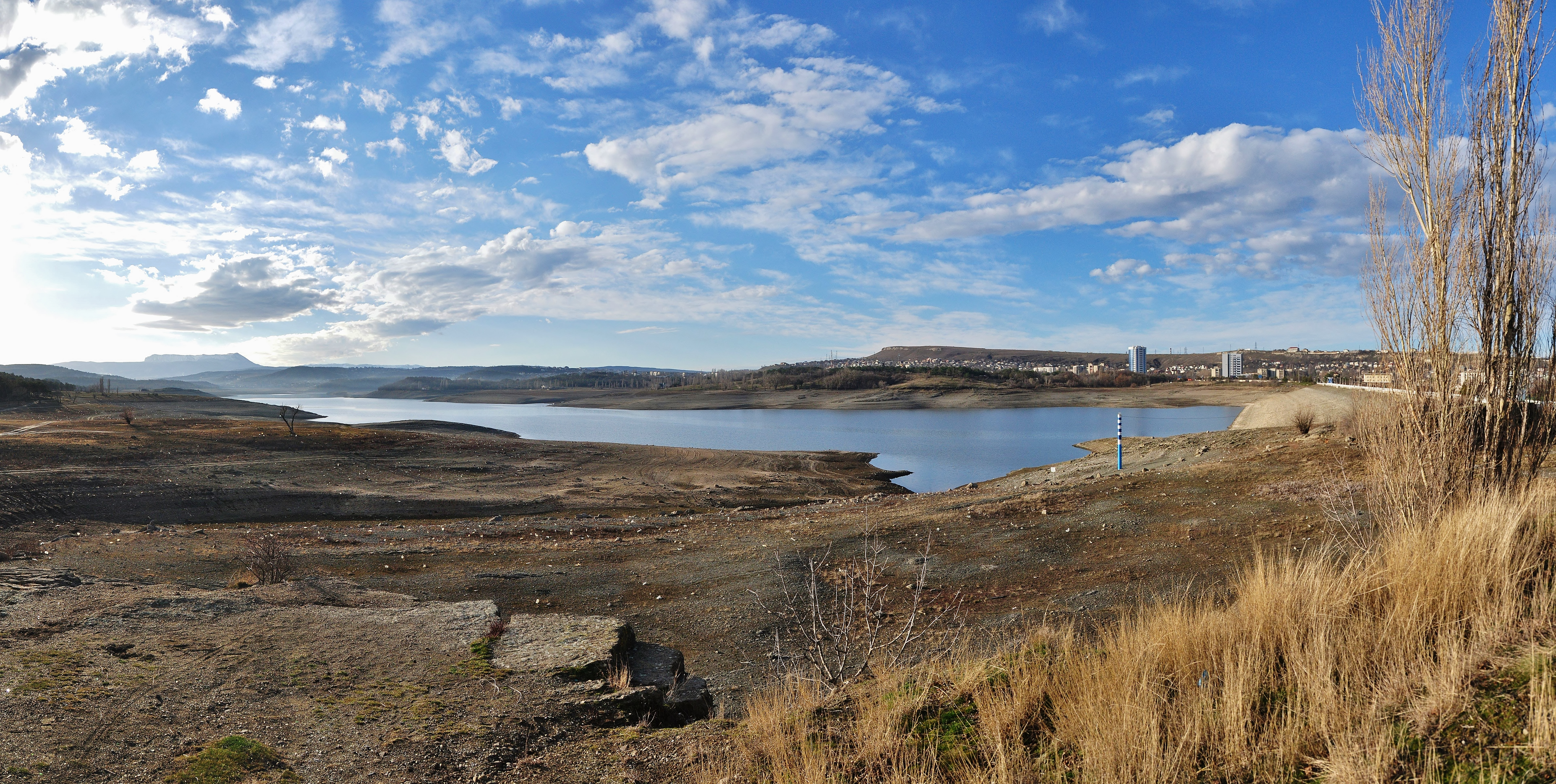
Krytycznie niski poziom wody w zbiorniku w roku 2013
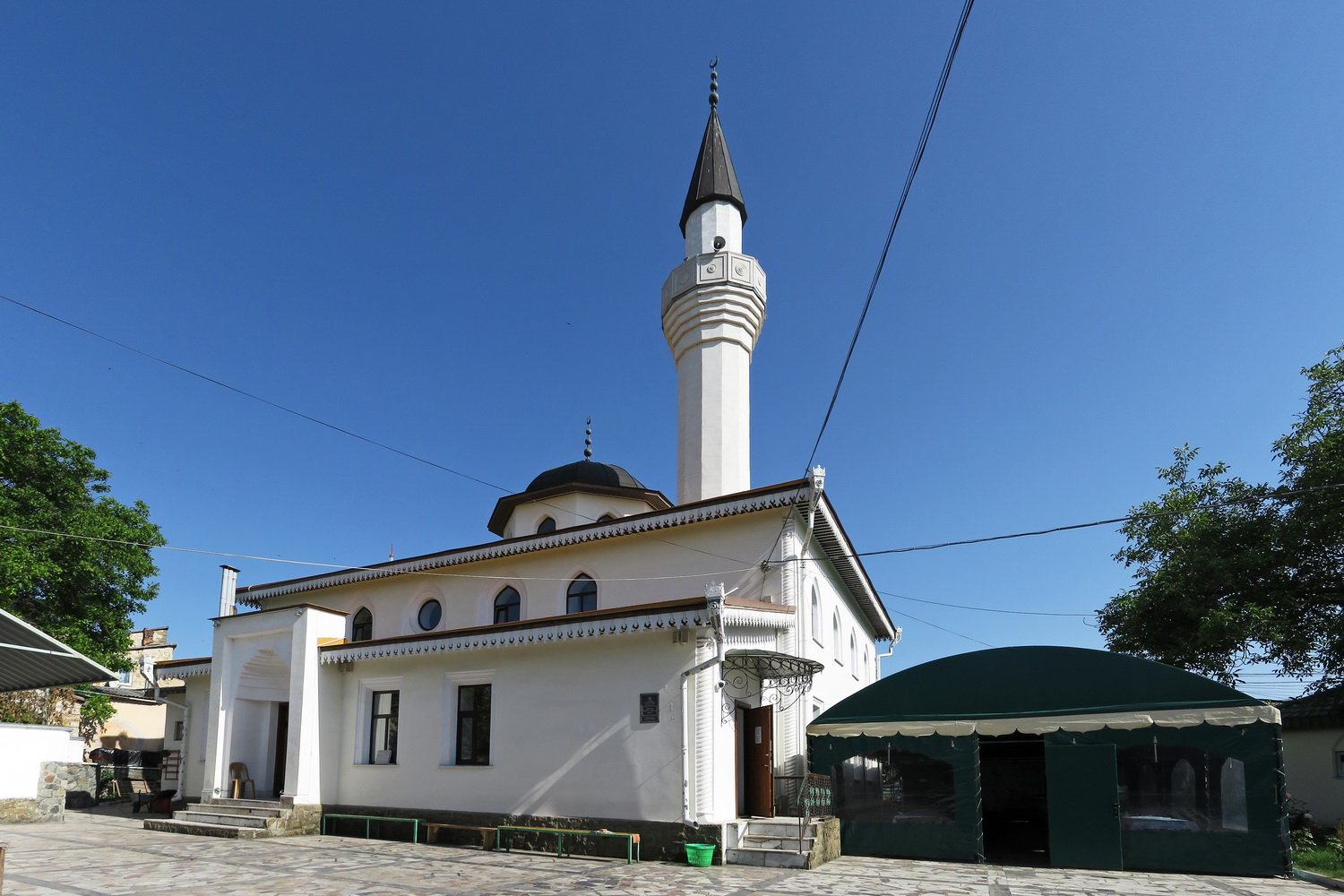
Kebir Dżami – najważniejszy z meczetów Symferopola, najstarszy budynek w mieście (wzniesiony na pocz. XVI w.)
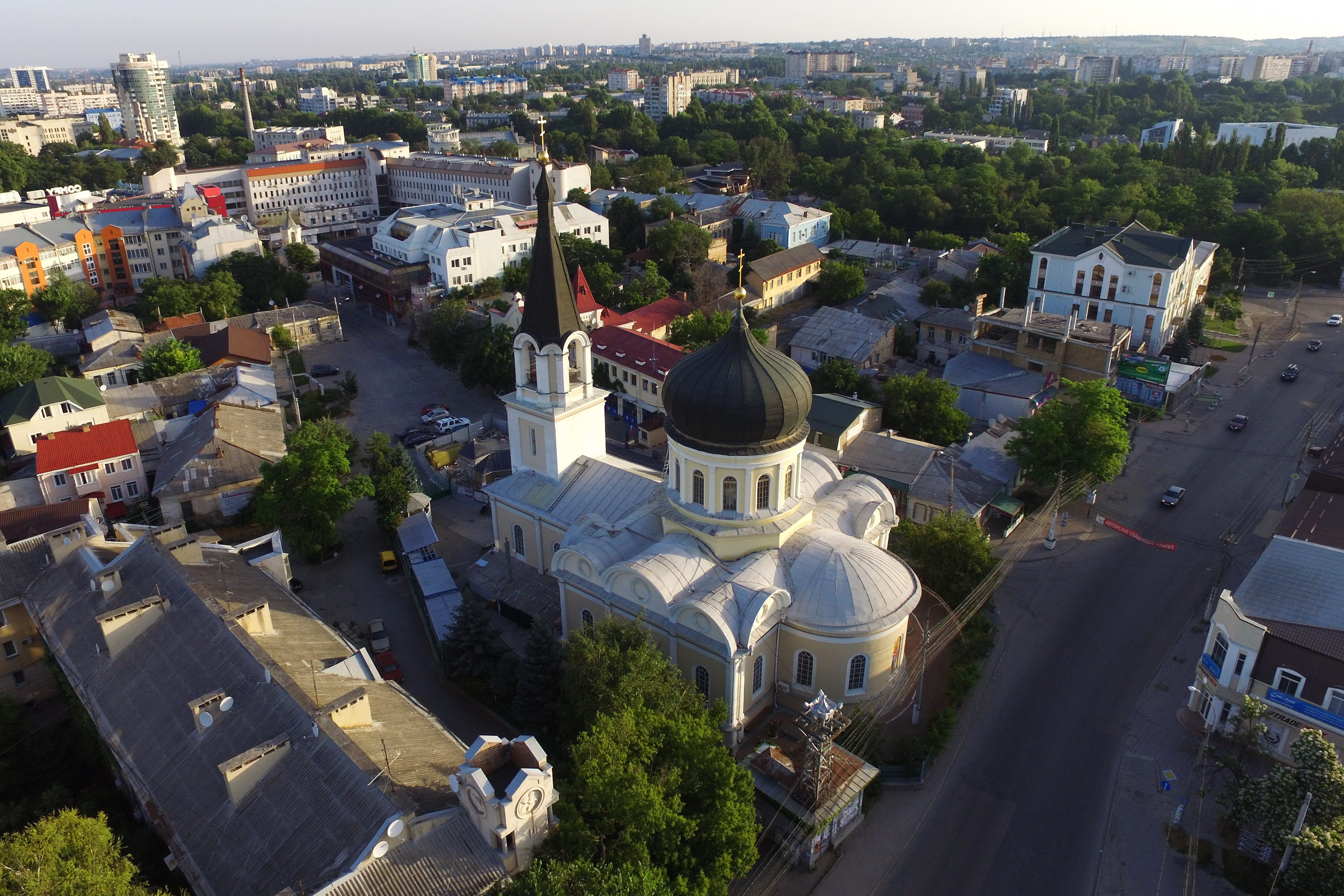
Prawosławny sobór Świętych Piotra i Pawła w Symferopolu
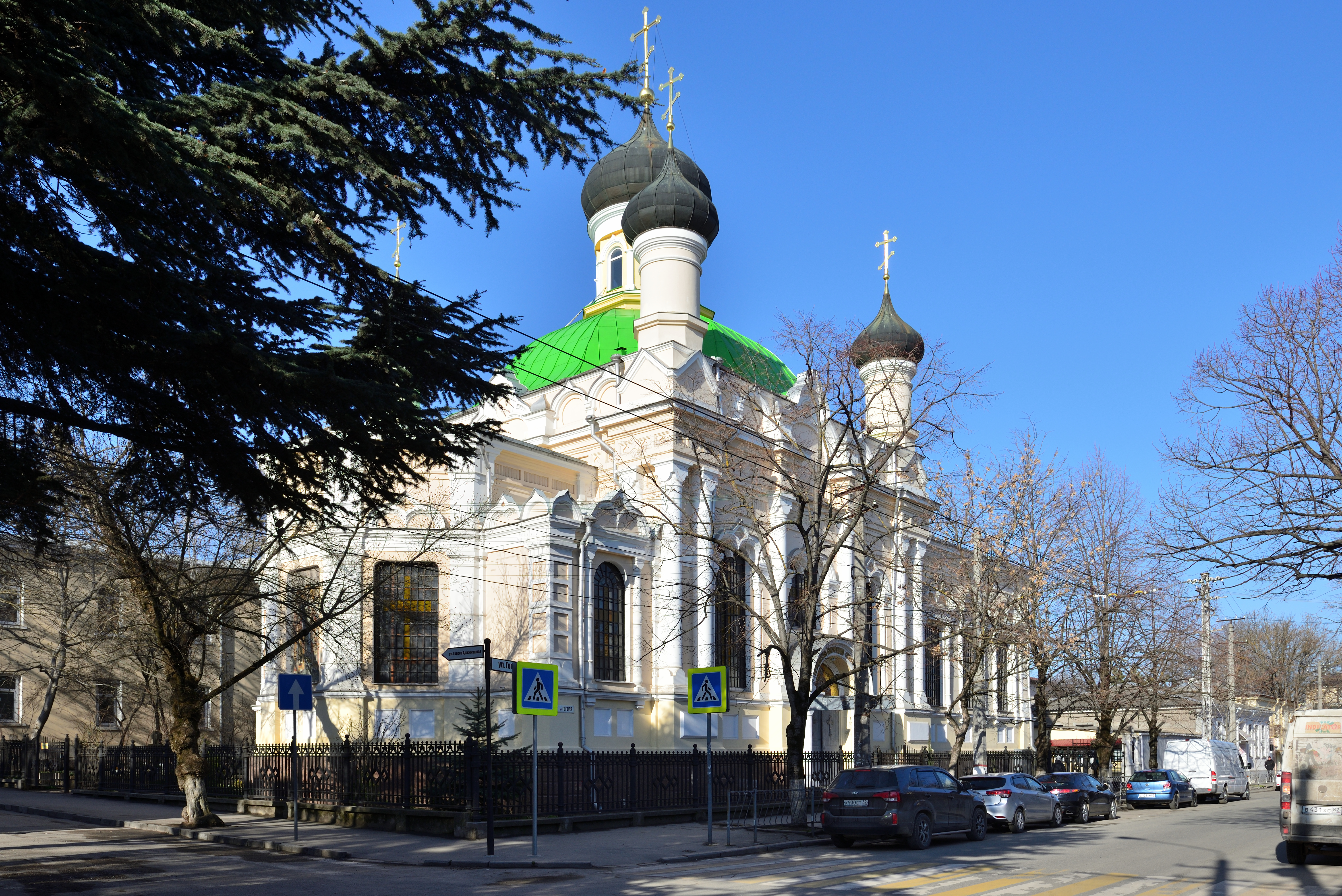
Cerkiew Trzech Świętych Hierarchów